# Baltzar von Platen
Baltzar von Platen (24 lutego 1898 w Malmö, zm. 29 kwietnia 1984) – szwedzki inżynier i wynalazca.

## Życiorys
Syn Philipa Ludviga von Platena, i Evy Heddy Ingeborg Ehrenborg. Podczas studiów w Królewskim Instytucie Technicznym w Sztokholmie wspólnie z innym studentem Carlem Muntersem opracowali projekt lodówki absorpcyjnej. Wynalazek opatentowali w 1923 roku. W 1925 roku za swój wynalazek otrzymali nagrodę Polheima. W tym samym roku sprzedali prawa do patentu firmie Axel za co każdy otrzymał 560 000 SEK i tantiemy w wysokości około 0,50 SEK za każdą sprzedaną lodówkę. Po przejęciu firmy przez Elektrolux pracował do 1927 roku razem Muntersem nad udoskonaleniem wynalazku. W latach 30. XX wieku zajmował się konstruowaniem prasy do produkcji sztucznych diamentów. Pod koniec życia zgłosił wniosek o przyznanie patentu na skonstruowane przez siebie perpetuum mobile, ale został on odrzucony. Zmarł we Włoszech i został pochowany w Ystad.